# Christophe Soglo

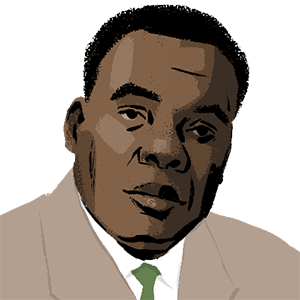
Christophe Soglo

Christophe Soglo (* 28. Juni 1909 in Abomey; † 7. Oktober 1983) war von 1965 bis 1967 Präsident von Dahomey.

## Leben
Soglo stammte aus der Stadt Abomey im seinerzeit französischen Dahomey (seit 1975 Benin).
Er trat 1931 in die französische Armee ein und nahm als Unterleutnant am Zweiten Weltkrieg teil. Danach war er im Indochinakrieg eingesetzt und wurde mit hohen Auszeichnungen dekoriert.
Nach der Unabhängigkeit Dahomeys 1960 wurde er Oberst der Streitkräfte Benins und Generalstabschef.
Zwischen dem 28. Oktober 1963 und dem 25. Januar 1964 war er nach dem Rücktritt Coutoucou Hubert Magas kurzzeitig als Vorsitzender einer dreiköpfigen Militärjunta Staatschef. Er übergab das Amt nach der Bestätigung einer neuen Verfassung in einem Referendum an den ehemaligen Regierungschef Sourou-Migan Apithy. Nachdem dieser am 27. November 1965 durch einen Militärputsch gestürzt wurde, übernahm Soglo, nunmehr General, am 22. Dezember 1965 wieder die Staatsspitze.
Ein weiterer Putsch jüngerer Offiziere beendete seine Amtszeit am 19. Dezember 1967.
| Personendaten    | Personendaten         |
| ---------------- | --------------------- |
| NAME             | Soglo, Christophe     |
| KURZBESCHREIBUNG | beninischer Präsident |
| GEBURTSDATUM     | 28. Juni 1909         |
| GEBURTSORT       | Abomey                |
| STERBEDATUM      | 7. Oktober 1983       |